# Silver Dagger (chanson)
Pour les articles homonymes, voir Silver Dagger.
Pistes de Joan Baez
East Virginia
(2)
Silver Dagger est une ballade folk américaine datant peut-être de la fin du XIXe siècle. Elle est également connue sous d'autres titres, comme Katy Dear, Oh Molly Dear ou Awake, Awake, Ye Drowsy Sleepers, avec des variations dans les paroles.
La chanson raconte l'histoire d'une jeune fille dont les parents refusent qu'elle épouse l'homme qu'elle aime. Le « poignard en argent » du titre est, selon les versions, soit l'arme dont sa mère est prête à se servir pour tuer ses soupirants, soit celle dont se servent les deux jeunes gens pour être réunis dans la mort.
Cette chanson a connu de nombreuses reprises, dont la plus connue est celle enregistrée par Joan Baez pour son premier album, en 1960.

## Histoire
Sous ses différentes formes, Silver Dagger semble issue d'un mélange entre deux chansons traditionnelles, The Silver Dagger et The Drowsy Sleeper. Elles ont pour point commun l'image du jeune soupirant rendant visite à sa bien-aimée la nuit et l'opposition des parents de la jeune fille à leur mariage, mais la conclusion est très différente : dans The Drowsy Sleeper, les jeunes amoureux parviennent à s'enfuir, tandis que dans The Silver Dagger, ils se suicident. Il semble que la fin tragique de The Silver Dagger se soit greffée à la fin de The Drowsy Sleeper au XIXe siècle pour produire la version couramment appelée Awake, Awake, Ye Drowsy Sleepers.

## Versions

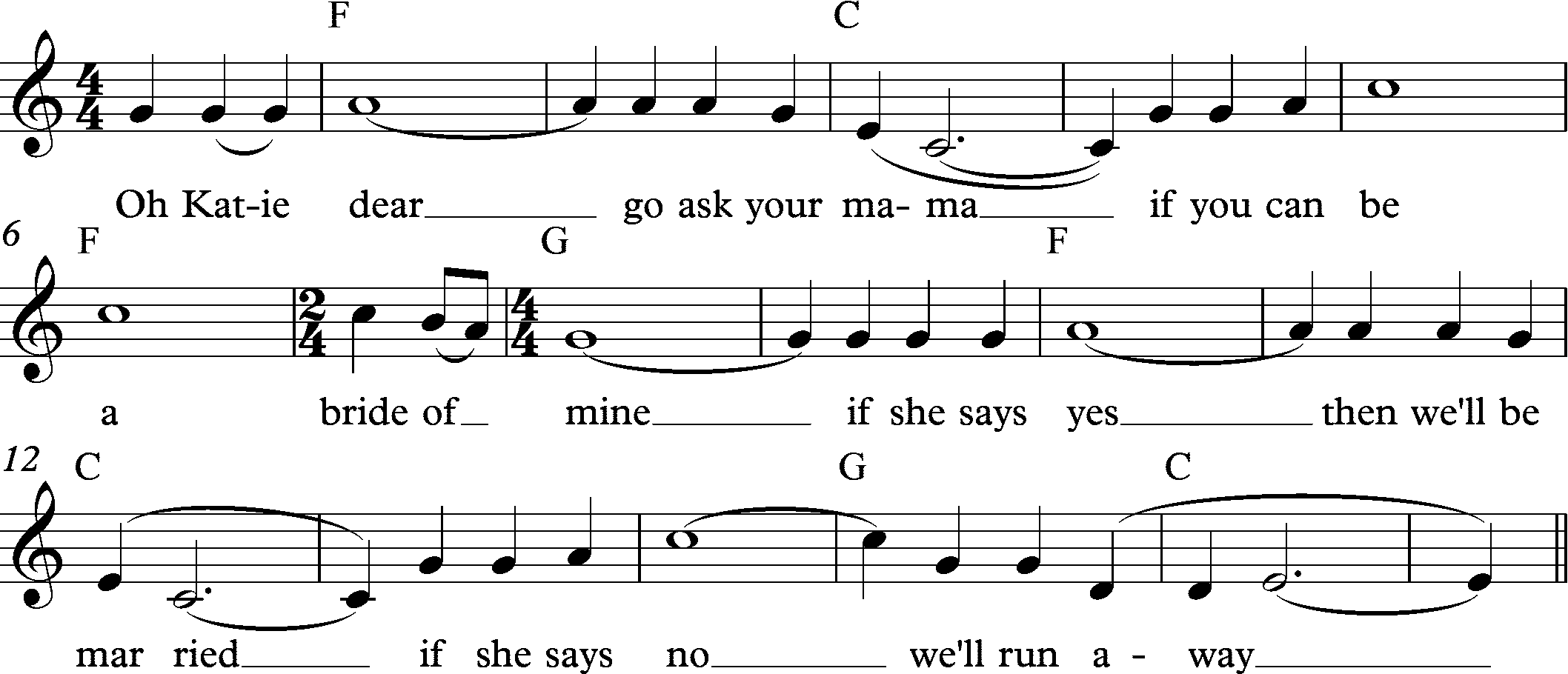
Partition de Silver Dagger.

L'un des premiers enregistrements connus de la chanson est celui de Kelly Harrell (en) en 1926, sous le titre Oh Molly Dear. Elle est également enregistrée par les artistes suivants :
- B. F. Shelton (en) (1927), sous le titre Oh Molly Dear
- Wilmer Watts & His Lonely Eagles (en) (1929), sous le titre Sleepy Desert
- The Blue Sky Boys (en) (1938), sous le titre Katie Dear
- The Louvin Brothers sur l'album Tragic Songs of Life (1956)
- Joan Baez sur l'album Joan Baez (1960)
- Ian & Sylvia sur l'album Four Strong Winds (1964), sous le titre Katy Dear
- Dave Van Ronk sur l'album Inside Dave Van Ronk (en) (1964)
- Dolly Parton sur l'album The Grass Is Blue (1999)
- Old Crow Medicine Show sur l'album Eutaw (2001)
- The Seldom Scene sur l'album Scenechronized (en) (2007), sous le titre Katie Dear
- Seasick Steve sur l'album Sonic Soul Surfer (en) (2015)
- Fleet Foxes sur la compilation First Collection 2006–2009 (en) (2018)